# Mausolée de Shah-Abdol-Azim
Shah-Abdol-Azim (persan : شاه عبدالعظیم) est un sanctuaire chiite situé à Rey dans le quartier Hazrat-e Abdol-Azim  au sud de Téhéran en Iran.

## Histoire
Ce lieu de pèlerinage est le tombeau de Shah-Abdol-Azim, un descendant de l'Imam Hassan le fils d'Ali.
Abdol ’Azim (173-252 de l’Hégire ; VIIIe siècle de l’ère chrétienne) naquit à Médine. D’après le livre Jannat-on-naiim, Shâh Abdol’azim émigra de Samarra à l’époque du calife abbasside Almo’taz bellâh et mourut à Rey vers l’an 250 de l’hégire, au IXe siècle. Il a rapporté un grand nombre d’anecdotes et de hadiths des Imâms Hâdi et Javâd. Hazrat-e Abdol ’Azim est l’auteur de plusieurs ouvrages dont Rouz o shab (Le jour et la nuit) et Khotbeh-ye Amir al-Mo’menin (Le discours de l’Imâm Ali) sont les plus importants.
L'ensemble est composé d'un portail principal donnant l'accès à plusieurs cours et à une mosquée.
Le monument principal est supposé d'être réparé et agrandi au IXe siècle et le portail du nord ajouté à l'époque Bouyides. Les réparations importantes sont effectuées à l'époque Safavide. La couverture dorée du dôme est faite à l'époque Qajar sur l'ordre de Nasseredin Shah en 1835. D'autres réparations sont en cours.
Plusieurs personnages importants y sont enterrés, dont Nasseredin Shah assassiné à Shah-Abdol-Azim, et Mojtaba Tehrani. La première ligne de chemin de fer en Iran reliait Téhéran à Shah-Abdol-Azim.

## Galerie

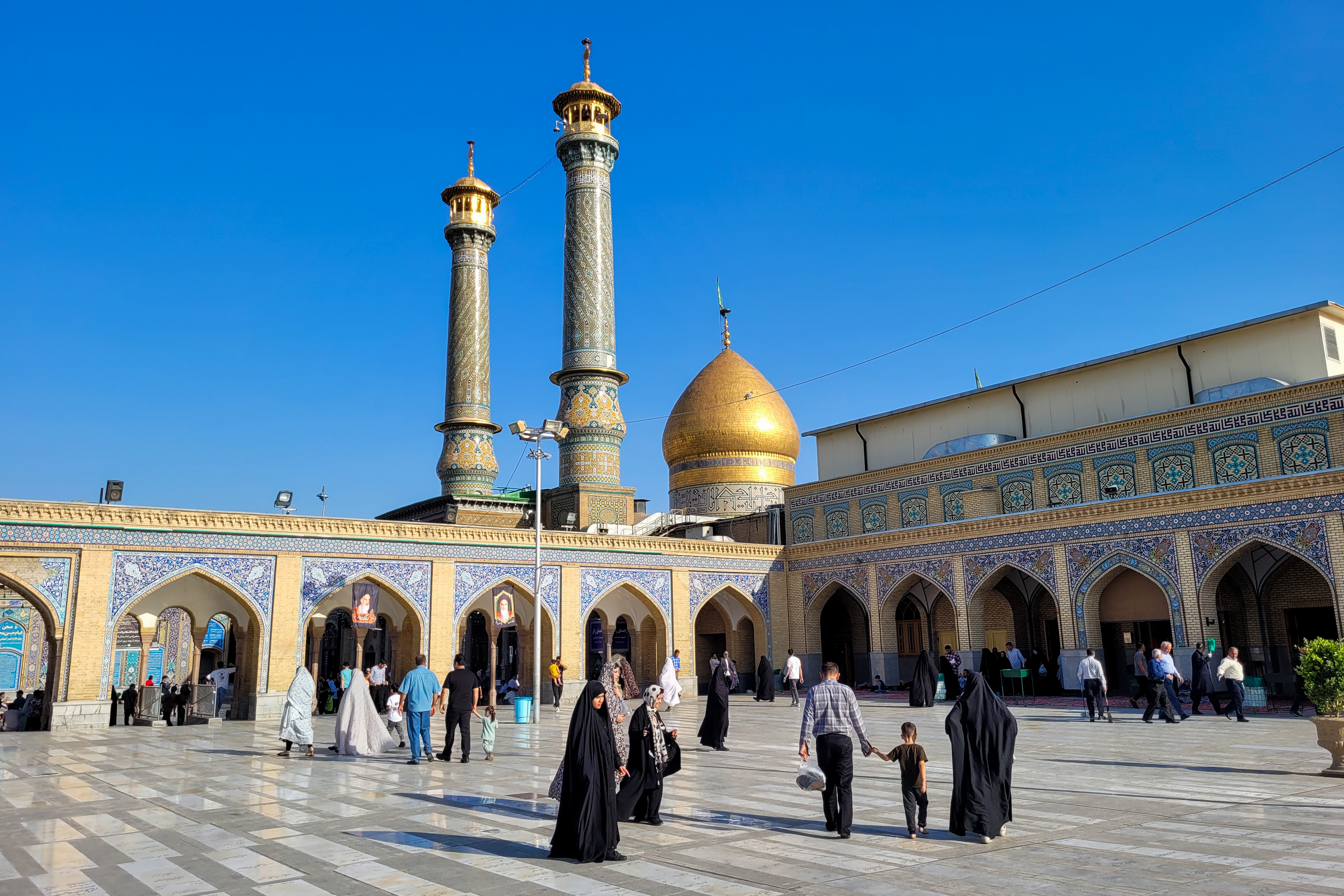
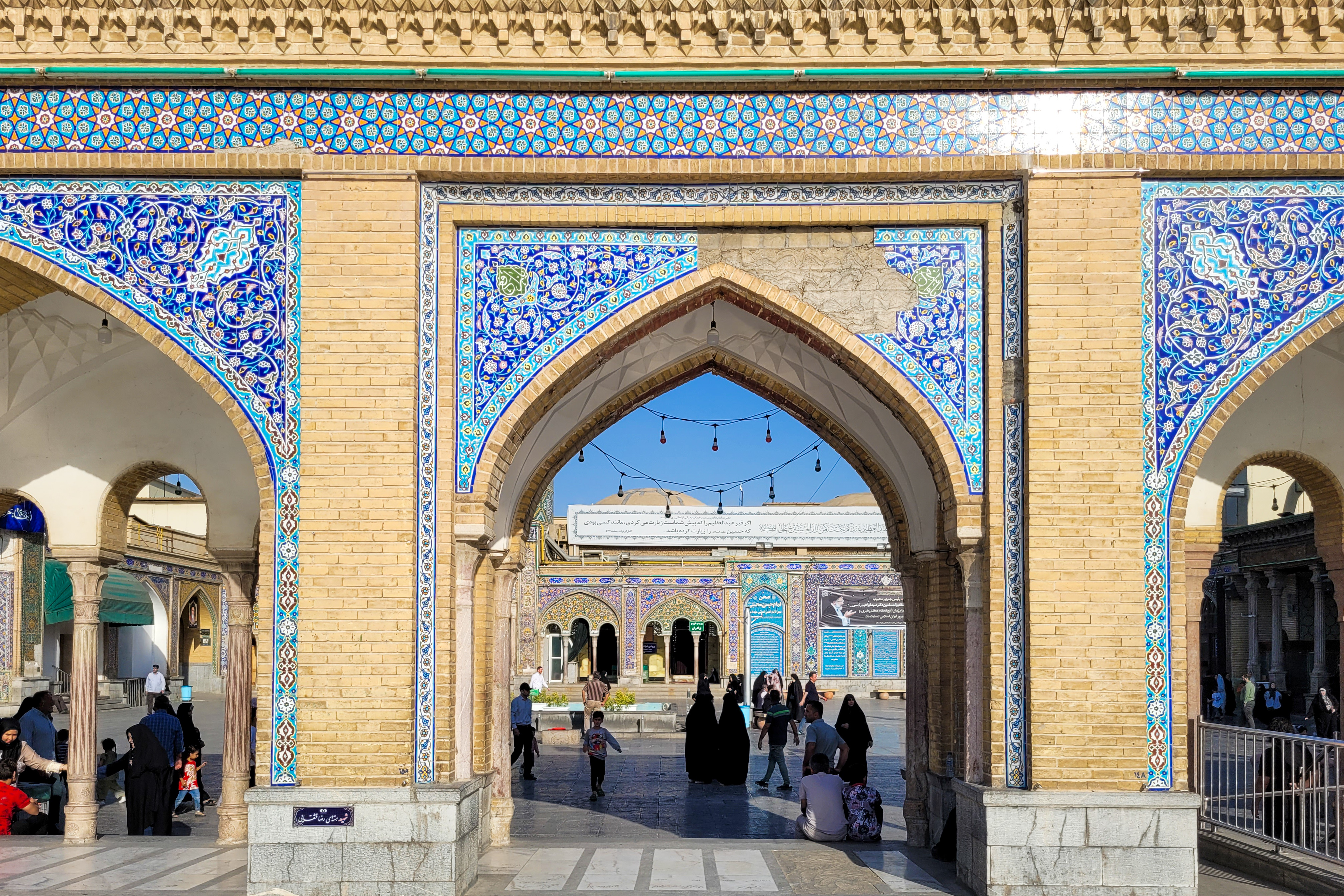
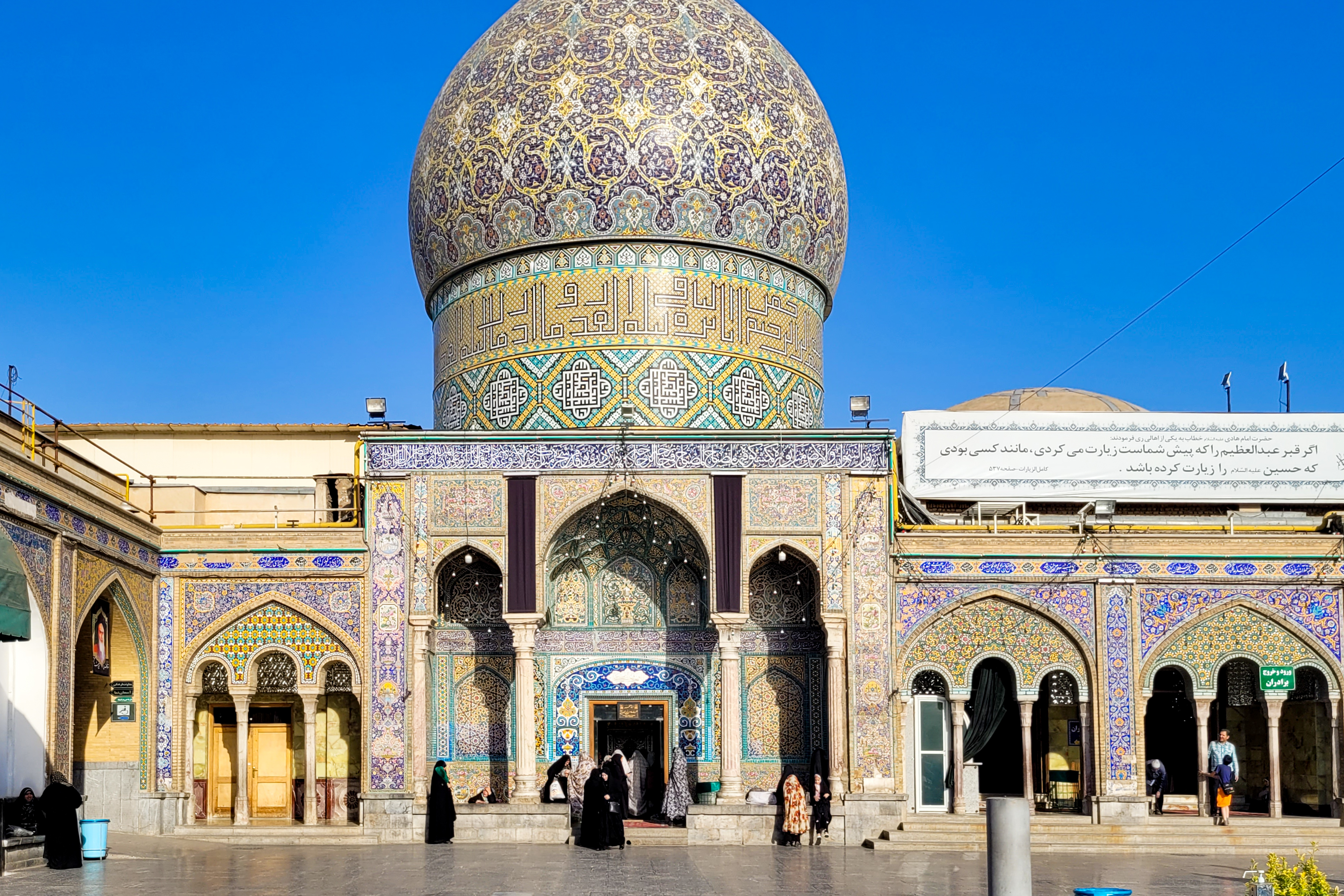
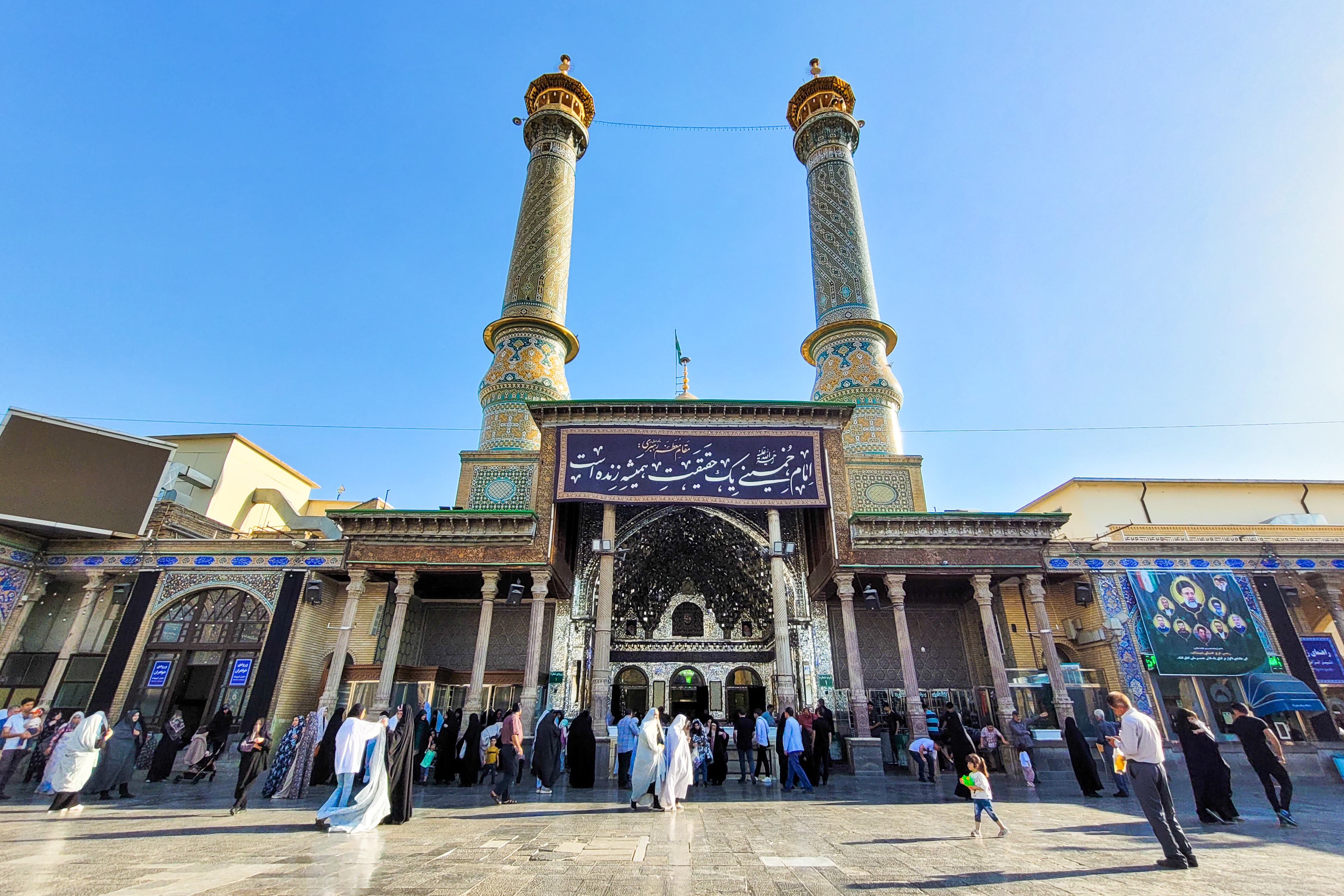
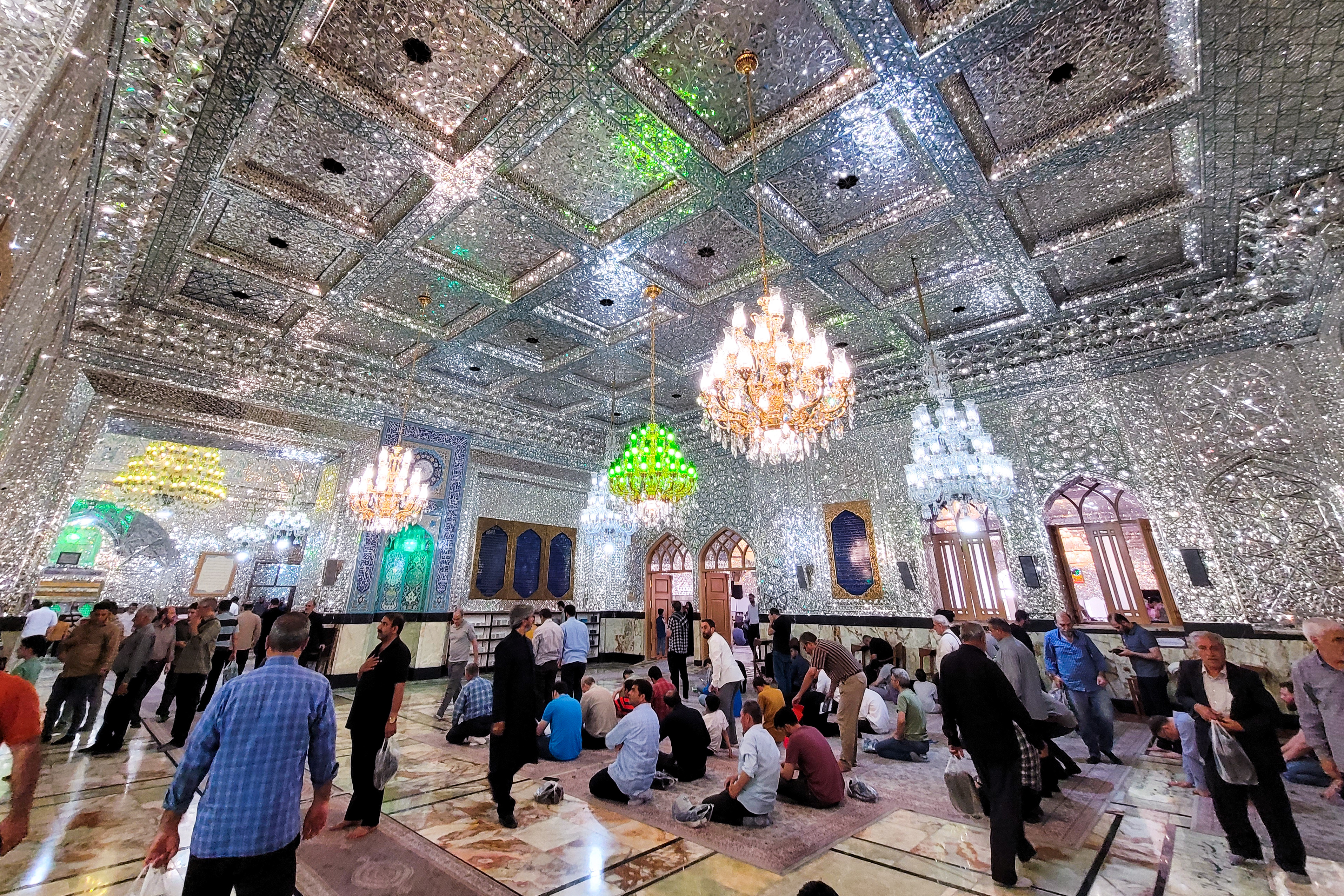
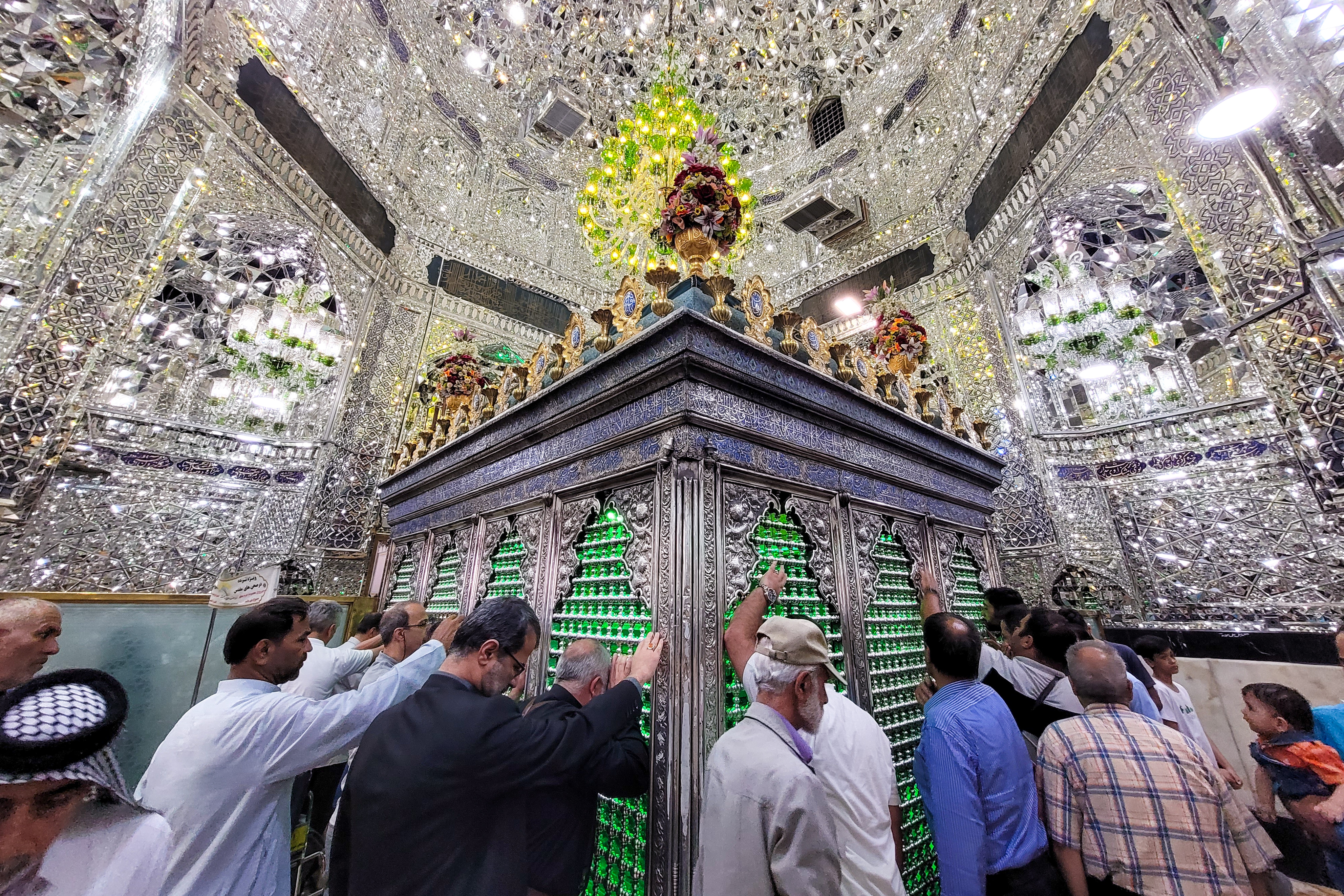
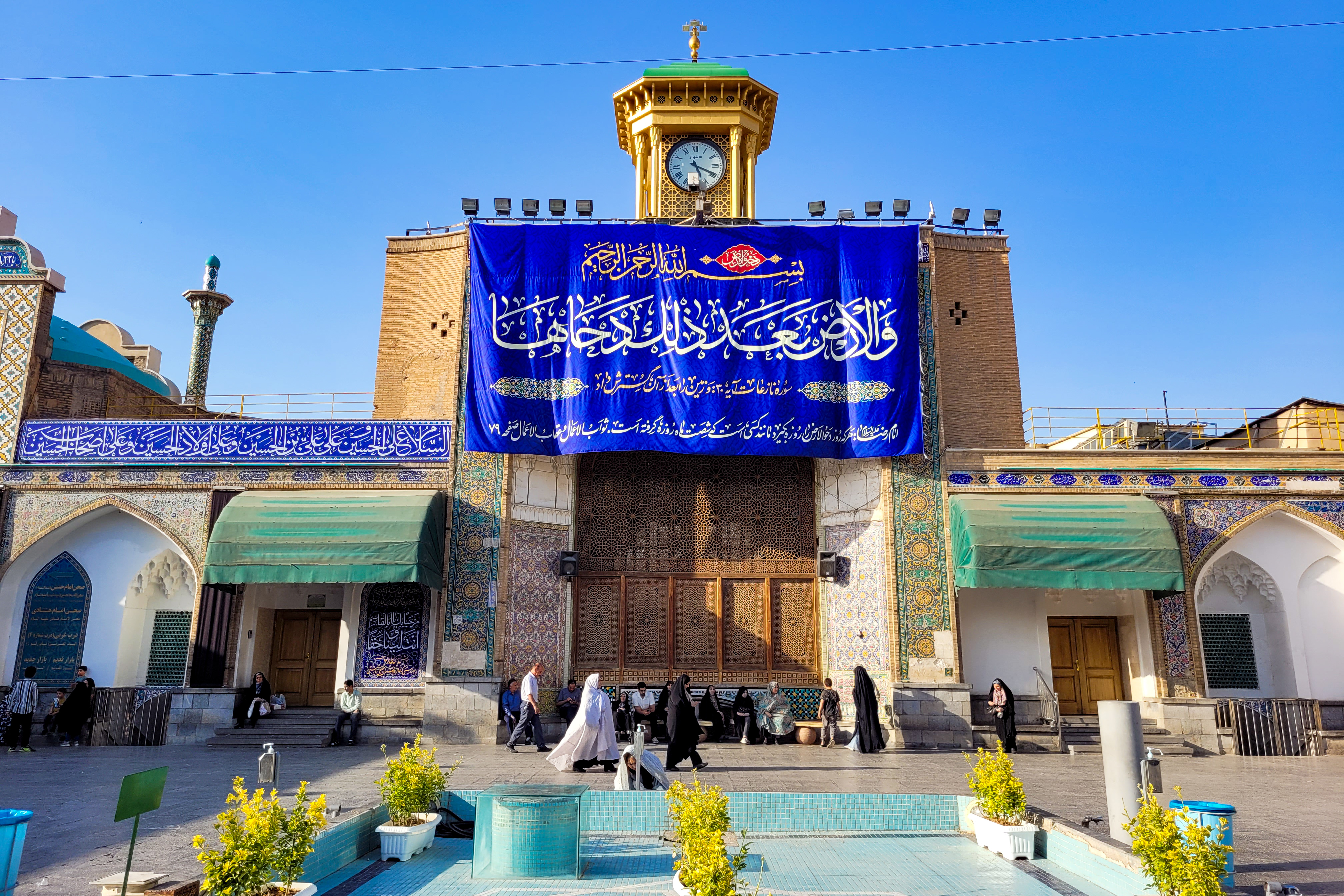
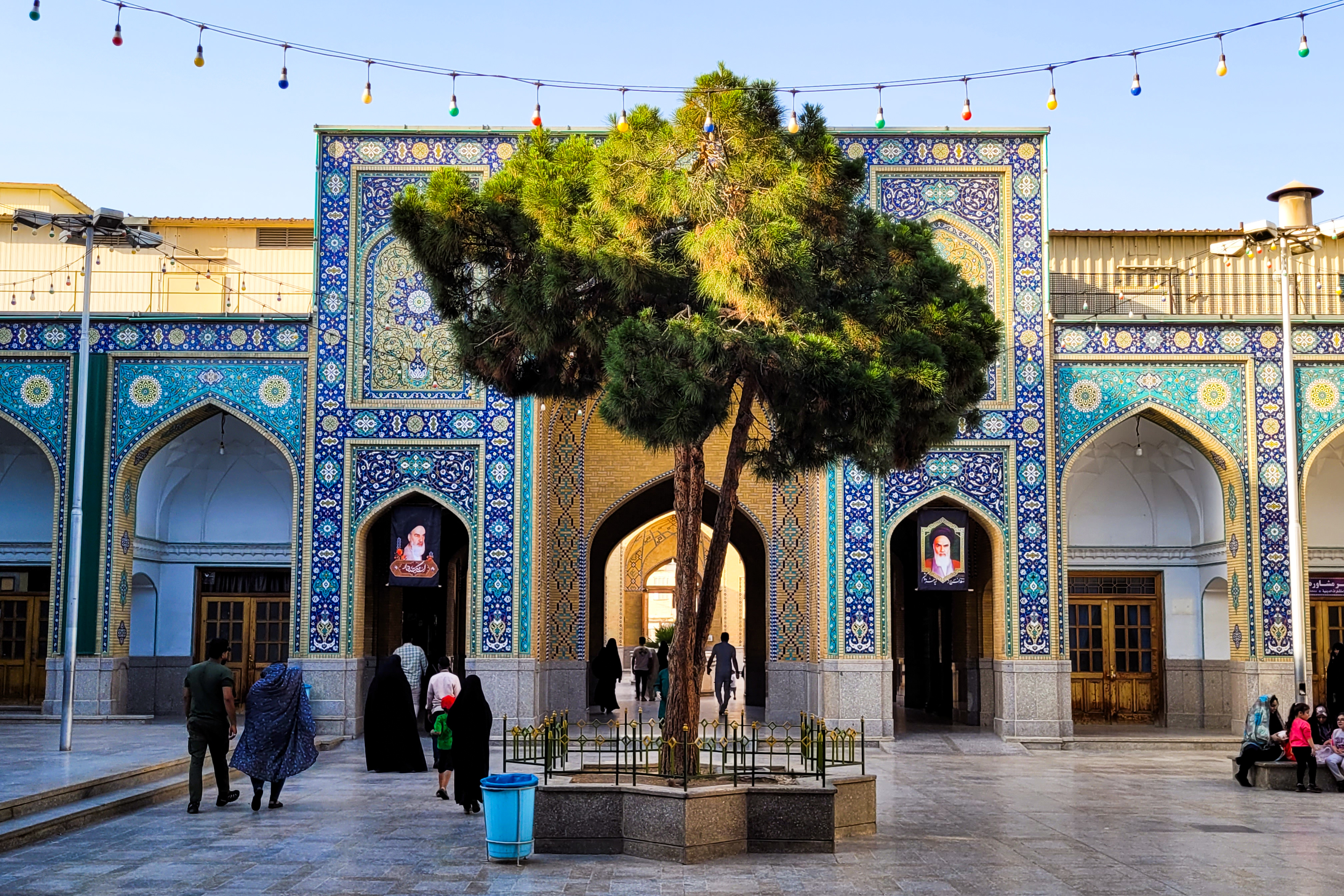
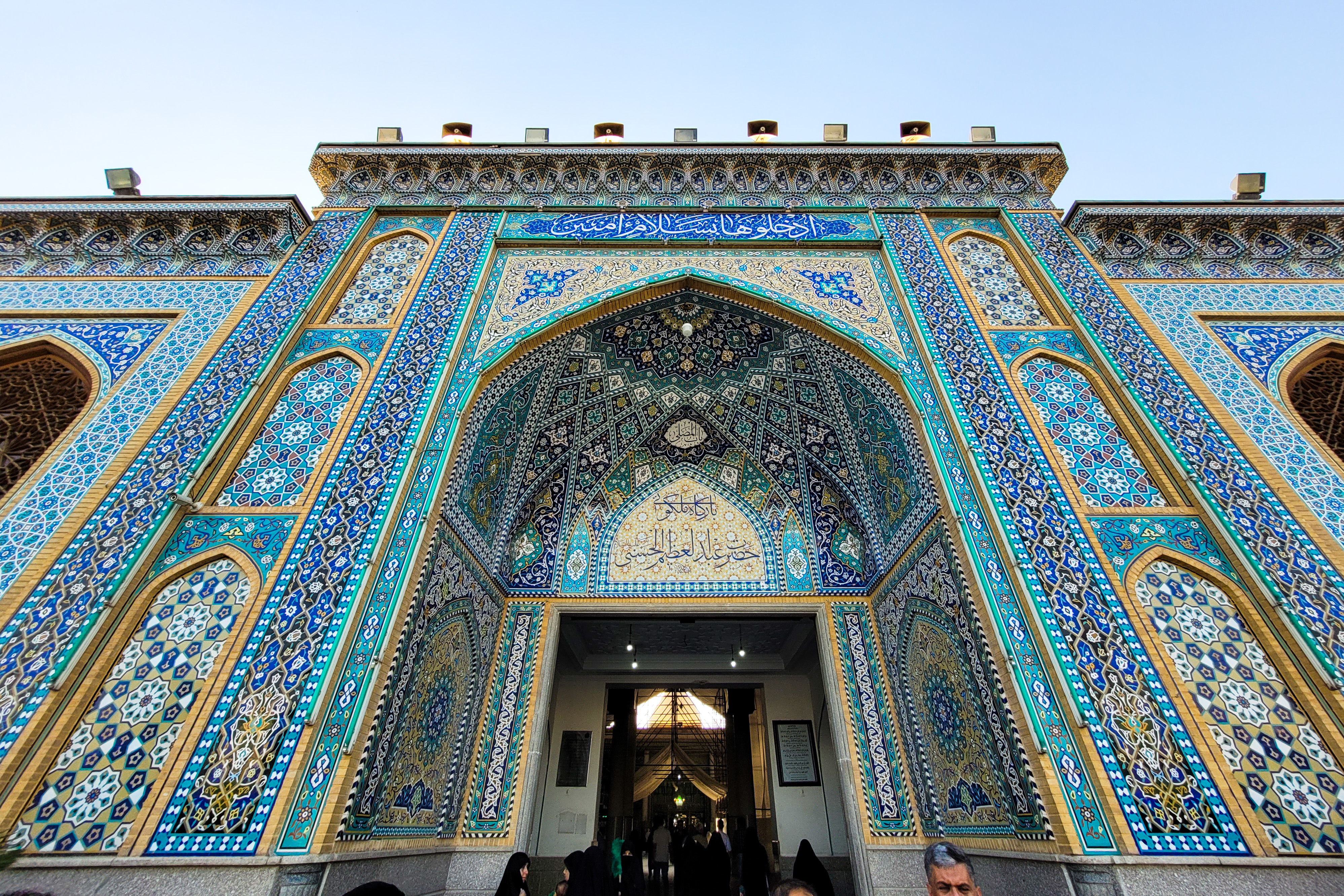